# Където бродят дивите неща (филм)
Където бродят дивите неща (на английски: Where the Wild Things Are) е филм от 2009 г., адаптация на едноименната детска книга на Морис Сендак от 1963 г.

## Актьорски състав
| Актьор            | Роля                  |
| ----------------- | --------------------- |
| Макс Рекордс      | Макс                  |
| Джеймс Гандолфини | Каръл (глас)          |
| Лорън Амброуз     | KW (глас)             |
| Крис Купър        | Дъглас (глас)         |
| Форест Уитакър    | Айра (глас)           |
| Катрин О'Хара     | Джудит (глас)         |
| Пол Дейно         | Александър (глас)     |
| Катрин Кийнър     | Кони, майката на Макс |
| Марк Ръфало       | приятелят на Кони     |

## Награди и номинации
| Награда       | Категория                | Номиниран(и)           | Резултат  |
| ------------- | ------------------------ | ---------------------- | --------- |
| Златен глобус | Най-добра филмова музика | Карън О, Картър Бъруел | номинация |